# Abdul Kadir
La Abdul Kadir fu una nave da battaglia del tipo pre-dreadnought della marina militare ottomana, impostata nel 1892 e mai completata.

## Storia
Dopo la grande espansione della marina ottomana avvenuta tra il 1861 e il 1876, voluta dal sultano Abdul Aziz, che portò la Osmanlı Donanması a divenire la terza potenza navale del mondo dietro a Gran Bretagna a Francia il suo successore, Abdul Hamid II, decise di tagliare i fondi destinati all'acquisto di nuovi mezzi, ma necessari anche alla manutenzione delle navi in servizio. Durante la guerra tra Russia e Impero ottomano del 1877-1878 la flotta ottomana non diede una buona prova, anche se guidata da un valente ufficiale inglese, il bahrie limassi Hobart Pasha. Tra l'inizio degli anni ottanta e novanta del XIX secolo, il nuovo sultano decise di pensionare numerosi ammiragli compreso Hobart Pasha, cancellando nel contempo numerosi contratti per la realizzazione di navi all'estero. All'inizio degli anni '90, per contrastare l'invecchiamento della flotta, fu deciso di avviare un limitato piano di rafforzamento che verteva sulla realizzazione della corazzata Abdul Kadir, dei due incrociatori protetti classe Hüdâvendigâr, e due più piccoli classe Feyza-i Bahri.
La nave da battaglia Abdul Kadir sarebbe stata la prima corazzata pre-dreadnought ad entrare in servizio della Marina militare ottomana. Il suo nome fu scelto personalmente dal sultano Abdul Hamid I. Insieme con l'anziana corazzata Mesudiye, sarebbe stata una delle più grandi navi in servizio della Marina ottomana. La corazzata fu impostata presso il cantiere navale Tersâne-i Âmire di Costantinopoli nell'ottobre 1892. Quando la nave fu vicina al varo, all'incirca nel 1895, i lavori di costruzione furono rallentati, e poi sospesi. Durante i successivi quattro anni sullo scafo fu posizionata solo la cintura corazzata. Quando nel 1904 i lavori di costruzione ripresero a pieno regime, ci si accorse che i blocchi di chiglia erano affondati nel terreno, modificando la struttura della nave tanto da renderla completamente irrecuperabile. Anche se i lavori, nel tentativo si salvare la nave, continuarono a fasi alterne dal 1906 al 1911, ciò che era stato costruito fu definitivamente demolito sullo scalo di alaggio nel 1914, poco prima dello scoppio della prima guerra mondiale.
Dopo l'abbandono della costruzione della Abdul Kadir, nel 1910 il governo turco si rivolse alla Germania ottenendo la vendita di due corazzate pre-dreadnought classe Brandendurg, la Turgut Reis e la Hayreddin Barbarossa consegnate il 31 agosto dello stesso anno. Inoltre il nuovo governo, facente capo alla corrente dei Giovani Turchi nell'estate del 1911 si rivolse in Gran Bretagna, ordinando ai cantieri Vickers e Armstrong-Whitworth la costruzione di tre moderne corazzate monocalibro classe Reshadieh da 30 000 tonnellate di dislocamento ed armate con 10 cannoni da 343 mm. Nessuna delle due unità costruite in Gran Bretagna, ne la terza impostata in un cantiere nazionale, sarà mai consegnata alla marina turca, a causa dello scoppio della prima guerra mondiale. Una quarta unità da battaglia, originariamente costruita in Gran Bretagna per il Brasile, venne acquistata ancora sullo scalo e ribattezzata Sultan Osman I. La mancata consegna della Reshadieh e della Sultan Osman I, già pagate e praticamente pronte, che furono incorporate senza troppi complimenti nella Royal Navy con il nome di Erin e Agincourt, spinse il governo turco ad allearsi con l'Impero tedesco, ottenendo la consegna di un moderno incrociatore da battaglia, il Goeben, che fu ribattezzato Yavuz Sultan Selim I.

## Tecnica
Il progetto della Abdul Kadir prevedeva una nave dal dislocamento di 8 230 t, lunga 103,6 m, larga 19,8 ed avente un pescaggio di 7,2 m. L'apparato motore si basava su due macchine a vapore a triplice espansione, ognuna su tre cilindri, alimentate da 6 caldaie a carbone. La potenza erogata era di circa 12 000 CV (8 900 kW). I due motori a vapore azionavano due eliche, installate su altrettanti assi, che facevano raggiungere alla nave una velocità stimata di 18 nodi (33 km/h; 21 mph). Il suo armamento principale si basava su quattro cannoni da 280 millimetri, installati a coppie in due barbette gemelle, disposte secondo l'asse longitudinale dello scafo, una a prua e l'altra a poppa. Questo armamento veniva integrato da quello secondario, installato in una batteria a centro nave, basato su sei cannoni singoli da 150 mm, tre per lato. Inoltre la nave era dotata, in funzione antisilurante, di otto pezzi da 88 mm e otto da 37 mm, ognuno su singolo affusto. In più vi erano sei tubi lanciasiluri sopracquei da 356 mm. La protezione passiva prevedeva per le barbette una corazzatura dello spessore di 152 mm, mentre la cintura corazzata, estesa da prua a poppa, raggiungeva uno spessore massimo di 229 mm. Tale cintura sarebbe stata posizionata due metri sopra la linea di galleggiamento, ma rimangono sconosciuti gli spessori al di sopra o al di sotto di essa. La protezione del ponte raggiungeva uno spessore di 64 mm, mentre la paratie posizionate all'interno della nave arrivavano a 102 mm.

### Annotazioni
1. ↑  Profondamente conservatore il Sultano riteneva gli ammiragli troppo progressisti.
2. ↑  Tali blocchi erano progettati per mantenere lo scafo della nave stabile ed a un livello uniforme, con lo scopo di evitare flessioni e cedimenti strutturali.
3. ↑  Con esso arrivò anche la consegna dell'incrociatore protetto Midilli.

### Fonti
1. 1 2 3 4  Langensiepen, Güleryüz 1995, p. 140.
2. 1 2 3 4 5 6 7 8 9 10  Gardiner 1979, p. 309.
3. 1 2 3 4 5 6  Naval History, Flixco Pty Limited
4. 1 2 3 4  Da Frè 2011, p. 82.
5. 1 2 3 4 5 6 7 8 9  Da Frè 2011, p. 83.
6. ↑   Scott Keltie, The Statesman's Yearbook, vol. 39, London, The Macmillian Company, 1902. URL consultato il 24 maggio 2010.
7. 1 2 3  Da Frè 2011, p. 84.
8. 1 2 3  Da Frè 2011, p. 85.